# Rudolf Otto Gerger

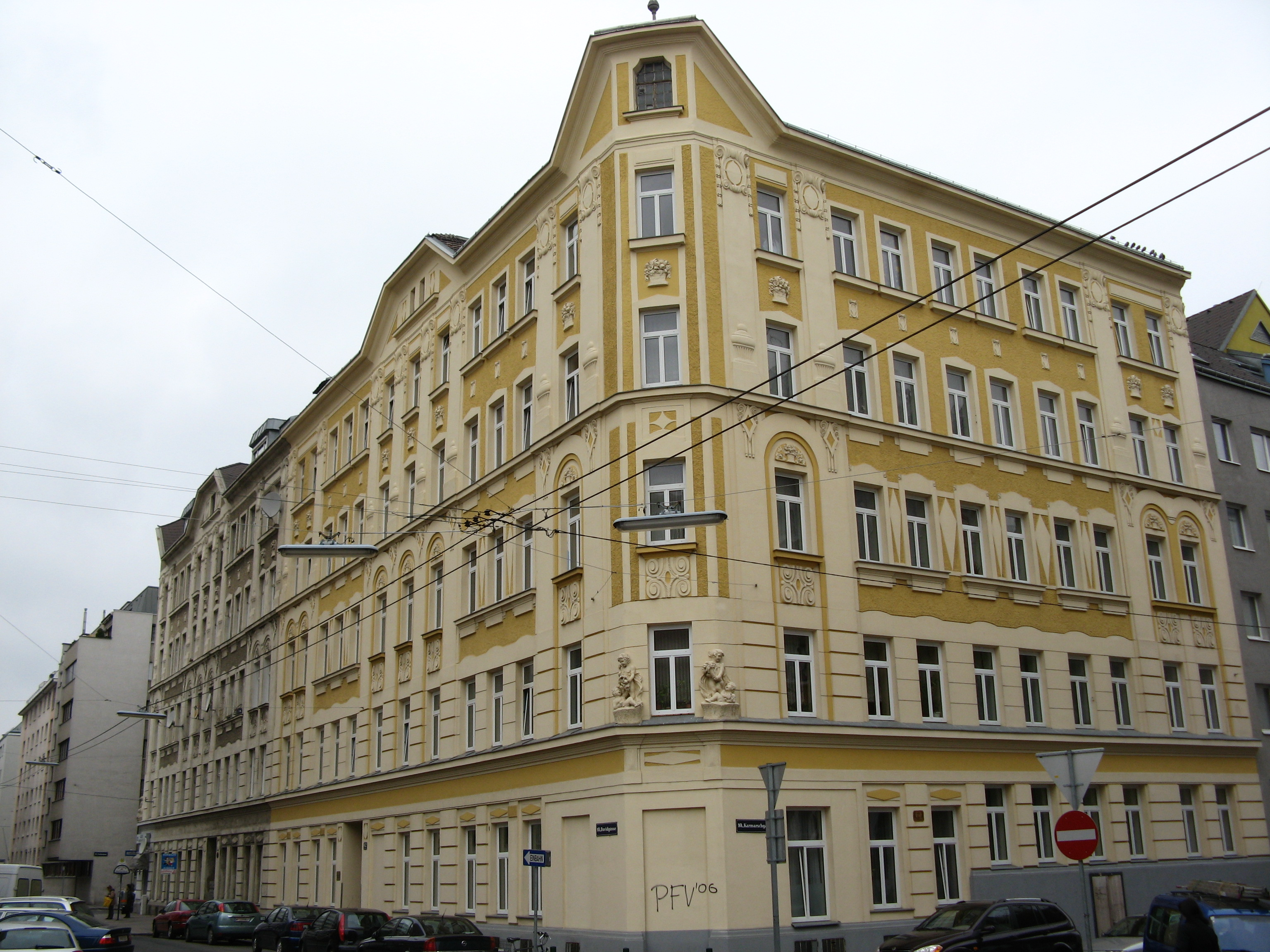
Doppelmiethaus (1913/14), Davidgasse 62–64, von Rudolf Otto Gerger

Rudolf Otto Gerger (* 19. Oktober 1880 in Wien; † 7. November 1975 ebenda) war ein österreichischer Architekt und Stadtbaumeister.

## Leben
Rudolf Otto Gerger ist der ältere Bruder des Architekten Alfred Gerger. Er besuchte in Wien die Staatsgewerbeschule, die er 1900 mit der Matura abschloss. Nach einigen Praxisjahren erlangte er 1907 die Baumeisterkonzession und war fortan bis in die 1930er Jahre als Bauunternehmer tätig. Für die Jahre 1910 bis 1914 ist er auch als Planverfasser seiner Wohn- und Geschäftshäuser dokumentiert, danach nicht mehr.

## Bedeutung
Die von Gerger entworfenen Wohnhäuser in der Wiener Vorstadt sind in ihrer Konzeption dem historistischen Kanon verpflichtet, bestehend in einem dreizonigen Aufbau aus Sockel-, Haupt- und Attikazone. Die Fassaden sind meist schlicht gehalten, zeittypisch ist die Neigung zu geometrischen Putzfeldern bzw. aus dem Secessionismus oder Spätklassizismus entnommenen Dekorformen. Ein wiederkehrendes Motiv sind Fruchtkörbe auf den Parapetfeldern. Ein Gebäude in (damals) städtebaulich exponierter Lage, am Vogelweidplatz 4, ist dagegen auf Fernwirkung ausgerichtet und mit Erkern gegliedert, die mit Balkonen verbunden sind.
Insgesamt ergibt sich aus der kurzen dokumentierten Wirkungsspanne ein relativ homogenes Erscheinungsbild seiner Gebäude.
Gergers Häuser besitzen eine ausgewogene Proportionierung und zeugen von solidem handwerklichem Können.

## Werke

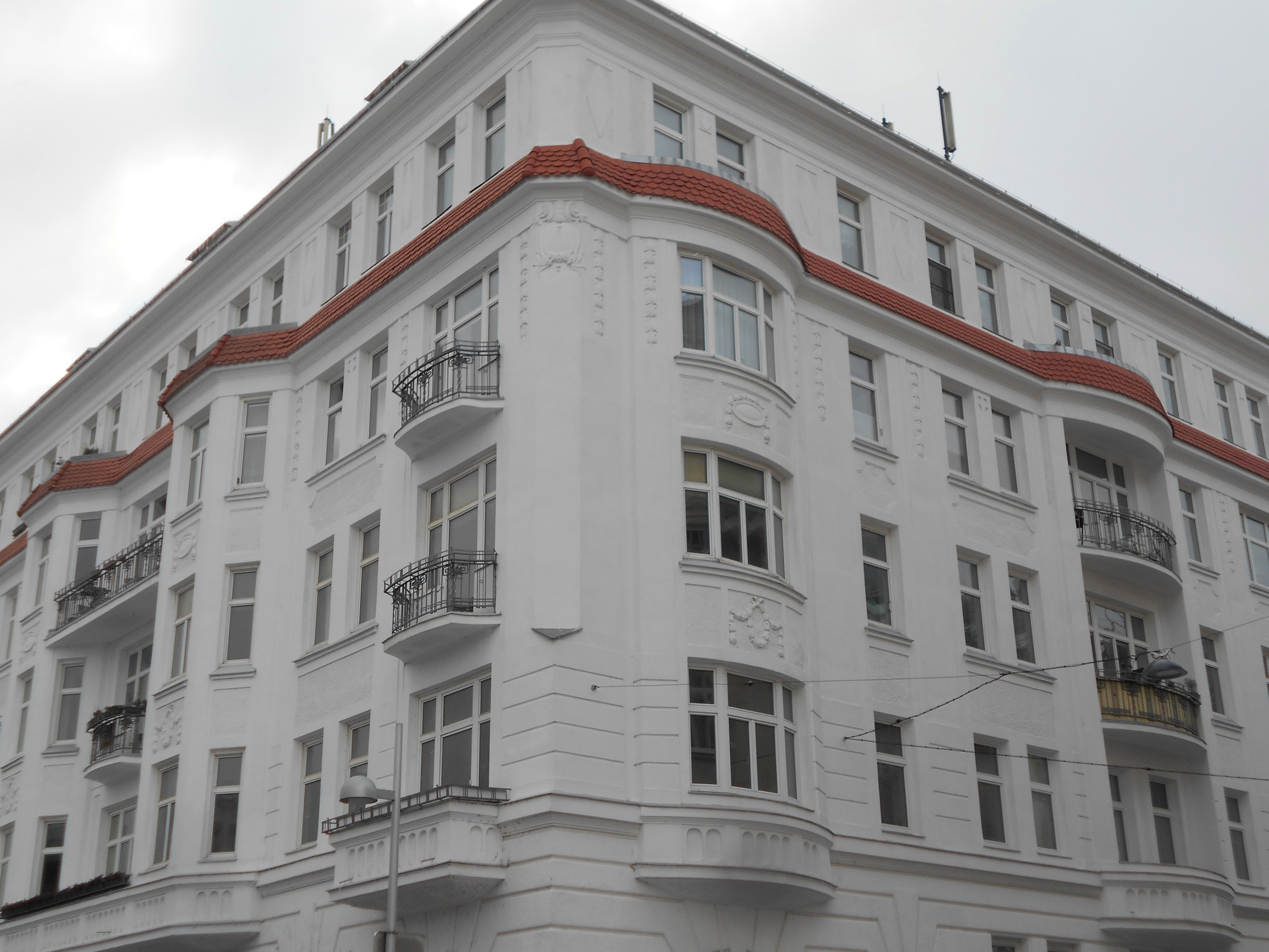
Miethaus (1912), Vogelweidplatz 4

- Volksschule, Margaretenstraße 103, Wien 5 (1909/10)
- Volksschule, Herderplatz 1, Wien 11 (1910/11)
- Miethaus, Johann-Nepomuk-Berger-Platz 6, Wien 16 (1910/11)
- Miethaus, Wiesberggasse 15, Wien 16 (1910/11)
- Miethaus, Hütteldorfer Straße 42, Wien 15 (1912)
- Miethaus, Hütteldorfer Straße 56, Wien 15 (1912)
- Miethaus, Hütteldorfer Straße 70, Wien 15 (1912)
- Miethaus, Alberichgasse 3, Wien 15 (Nibelungenviertel) (1912)
- Miethaus, Vogelweidplatz 4, Wien 15 (Nibelungenviertel) (1912)
- Miethaus, Neilreichgasse 84, Wien 10 (1913)
- Wohnhaus, Hütteldorfer Straße 52, Wien 15 (1913)
- Miethaus, Hütteldorfer Straße 68, Wien 15 (1913)
- Miethaus, Toldgasse 4, Wien 15 (1913)
- Wohnhaus, Hasnergasse 105, Wien 16 (1913)
- Doppelmiethaus, Davidgasse 62–64, Wien 10 (1913/14)
- Wohnhaus, Hernalser Hauptstraße 156, Wien 17 (1913/14)
- Miethaus, Löschenkohlgasse 20 bzw. Schweglerstraße 41, Wien 15 (Nibelungenviertel) (1914)